# هارولد کلارک
هارولد کلارک (انگلیسی: Harold Clarke; ۱۸۸۸ – ۱۱ مارس ۱۹۶۹) شیرجه‌رو اهل بریتانیا بود.